# أليكسيف (مغني)
نيكيتا فلاديميروفيتش أليكسيف (بالأوكرانية:  Микита Володимирович Алєксєєв)، (بالروسية:  Никита Владимирович Алексеев)، مواليد 18 مايو 1993)، المعروف مهنيا باسمه الفني أليكسيف، مغني وكاتب أغاني أوكراني، ومثل  روسيا البيضاء في مسابقة الأغنية الأوروبية 2018 في البرتغال مع أغنيته «للأبد».

## روابط خارجية
- ألكسيف على موقع ميوزك برينز (الإنجليزية)
- ألكسيف على موقع أول ميوزيك (الإنجليزية)
- ألكسيف على موقع ديسكوغز (الإنجليزية)